# Peter Scharmann

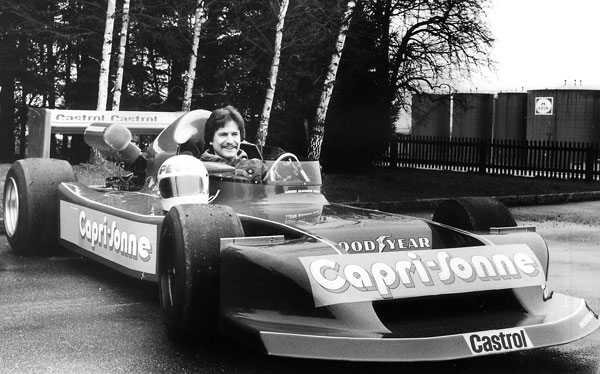
Peter Scharmann in seinem Formel 2 Rennwagen 1978

Peter Scharmann (* 26. Februar  1950 in Klagenfurt) feierte im deutschen und europäischen Motorsport in den 1970er Jahren in den Klassen Formel V (1300cc), Formel Super V (1600cc) und später auch in der Formel 3, sowie der Formel 2 zahlreiche Erfolge.

## Motorsportkarriere und Biographie
Nach seiner Matura an der HTL Klagenfurt arbeitete der gelernte Maschinenbau-Ingenieur in den Jahren 1970 bis 1973 zunächst als Konstrukteur und später als Fahrwerksingenieur bei Porsche in Stuttgart, unter anderem auch unter Ferdinand Piëch, dem späteren Vorstandsvorsitzenden der Volkswagen AG.
Schon ein Jahr nach seinem Einstieg in den Motorsport 1972 gewann Peter Scharmann in der Formel V die zentraleuropäische Europameisterschaft in der Saison 1973 in seinem ersten Eigenbau-Cockpit. Dabei erwiesen sich für den Österreicher, der mit deutscher Lizenz fuhr, die Erfahrungen aus seiner Tätigkeit bei Porsche bei den Abstimmungen der eigenen Rennwagen als hilfreich.

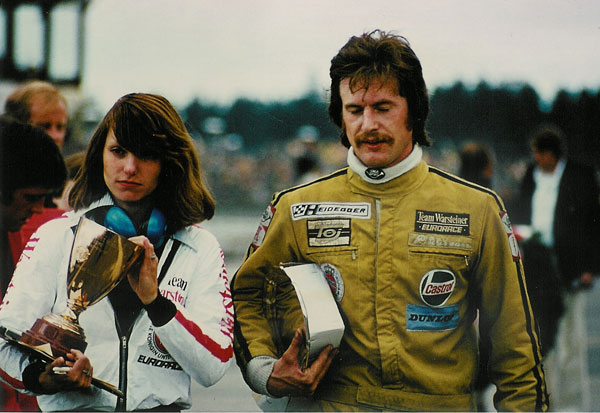
Peter Scharmann nach dem Sieg am Nürburgring 1976 (mit Ehefrau Sigrid)

Weitere Erfolge umfassten den deutschen Vizemeistertitel in der Formel Super V in den Jahren 1974 und 1976. Der Siegeszug fand seinen Höhepunkt im Gewinn des deutschen Formel 3 Meistertitels im Jahr 1977, dem ersten Jahr des damals 27-jährigen Fahrers in dieser Klasse. Den Sieg der Meisterschaft errang Scharmann, dessen Hauptsponsor die Biermarke Warsteiner war, in einem ToJ-F302-Rennwagen des Rennstalls Team Obermoser Jörg. Eingeführt wurde das Modell erst im Jahr von Scharmanns Gewinn des Formel-3-Championats und kam in dieser Saison sowohl mit Motoren von Toyota als auch BMW zum Einsatz. Auch der spätere Formel-1-Fahrer Keke Rosberg war einer jener Piloten, die Fahrzeuge aus Jörg Obermosers ToJ-Werkstatt lenkten.
Peter Scharmann beendete seine Karriere im Motorsport im Jahr 1979 als Fahrer in der Formel 2 und widmete sich anschließend seiner beruflichen Karriere und seiner Familie. 1982 übersiedelte er wieder in seine Geburtsstadt in Kärnten und arbeitet seitdem bei HOBAS, deren Geschäftsführer er im Jahr 2000 wurde.
Über das Kartfahren kam Scharmann nach längerer Pause schließlich wieder mit dem Motorsport in Kontakt und ist in seiner Freizeit mit seinem eigenen Kart auf Strecken in Österreich unterwegs. Er ist verheiratet und Vater zweier erwachsener Kinder.